# Feliciana Sala Sellés
Feliciana Sale Sellés (1963, Altea, Alicante), es arqueóloga e historiadora española, especialista en Protohistoria de la península ibérica, Cultura ibérica y mundo romano del Sudeste de la península ibérica. Es directora de excavaciones en diferentes yacimientos alicantinos de época ibérica, como El Oral (San Fulgencio, Alicante), La Escuera (San Fulgencio, Alicante), Aigües Baixes (El Campello, Alicante), Tossal de la Cala (Benidorm, Alicante) o Cap Negret (Altea), y romana, como La Alcudia (yacimiento arqueológico) (Elche, Alicante) y Los Baños de la Reina (Calpe, Alicante), así como el asentamiento protohistórico de Los Almadenes (Hellín, Albacete).

## Trayectoria
Licenciada en Historia en la Universidad de Alicante, obtuvo su doctorado en el año 1994 y es Profesora Titular de Arqueología en esta universidad desde 1995. Además, forma parte del Instituto Universitario de Investigación en Arqueología y Patrimonio Histórico (INAPH). 
Ha centrado su trabajo en la Antigüedad con especial atención en la investigación de la Cultura ibérica del territorio conocido como la Contestania y de los palos y las piedras. Entre sus intervenciones arqueológicas, destaca El Oral (San Fulgencio, Alicante), debido a la trascendencia que ha tenido para la investigación del mundo íbero.
En 2016 finalizó, bajo su dirección, el Proyecto de Investigación "Las Huellas de las guerras civiles romanas en el Sudeste de Hispania. Conflictos y transformación cultural", cuyo objetivo era la documentación de estructuras, campamentos y materiales arqueológicos que puedan aportar un mayor conocimiento de la llamada Guerra Sertoriana (82 a. C.-72 a. C.) en las costas del levante peninsular y, concretamente, en las costas de las comarcas de la Marina Alta y Baja (costa norte de Alicante), Cap Negret en Altea, Peña de Ifac en Calpe, Punta de la Torre en Moraira-Teulada, Peña del Águila en Denia, Passet de Segària en Benimeli y el Tossal de la Cala en Benidorm. El último, el Tossal de la Cala, uno de los fortines o castellum construidos para servir a la causa sertoriana, es uno de los sitios arqueológicos que, pese a la devastadora maquinaria urbanística que le amenaza este lugar, sigue ofreciendo resultados relevantes.
Actualmente dirige el Proyecto de Investigación, dentro del INAPH, EHAR2016-76917-P, titulado “Fronteras marítimas y fortificación en el Mediterráneo occidental: las huellas de la eparchia púnica en el sureste de Iberia”. También es docente en la Universidad de Alicante.

## Publicaciones
- Olcina Doménech, M.; Martínez Carmona, A.; Sala Sellés, F.: "La Illeta dels Banyets (El Campello, Alicante). Épocas ibérica y romana I. Historia de la investigación y síntesis de las intervenciones recientes (2000-2003)". Año: 2009. Editorial: Museo Arqueológico de Alicante.
- Sala, F.; Rouillard, P.; Gailledrat, É.: "L'établissement protohistorique de la Fonteta (fin VIIIe ? fin VIe siècle av. J.-C.) - Fouilles de la Rábita de Guardamar II". Año: 2007. Editorial: Casa de Velázquez.
- Abad, L.; Sala, F; Grau, I.(eds.): "Contestania ibérica, treinta años después". Año: 2005. Editorial: Servei de Publicacions Universitat d´Alacant.

- Abad Casal, L.; Sala Sellés, F. (Eds.): "Poblamiento ibérico en el Bajo Segura. El Oral (II) y La Escuera". Año: 2001. Editorial: Real Academia de la Historia.

- Hernández, L.; Sala Sellés, F.: "El Puntal de Salinas. Un poblado ibérico del s. IV a.C. en el valle alto del Vinalopó". Año: 1996. Editorial: Ayuntamiento de Villena.

- Sala Sellés, F.: "La Cultura Ibérica de las comarcas meridionales de la Contestania entre los siglos VI y III a.C. Una propuesta de evolución". Año: 1995. Editorial: Generalitat Valenciana-Instituto de Cultura Juan Gil-Albert

- Abad Casal, L.; Sala Sellés, F.: "El poblado ibérico de El Oral (San Fulgencio, Alicante)". Año: 1993. Editorial: Diputación Provincial de Valencia

- Borrego, M.; Sala Sellés, F.; Trelis, J.:. "La Cova de la Barsella (Torremanzanas, Alicante)". Año: 1992. Editorial: Diputación de Alicante

- Sala Sellés, F.: "La tienda del alfarero del yacimiento ibérico de La Alcudia". Año: 1992. Editorial: Caja de Ahorros del Mediterráneo.